# Список умерших в 1069 году
В этой статье представлен список известных людей, умерших в 1069 году.
См. также: Категория:Умершие в 1069 году

## Январь
- 28 января — Роберт де Комин — первый нормандский граф Нортумбрии (1068—1069), основатель рода Коминов

## Февраль
- 11 февраля — Клюни, Этьен де — французский кардинал с 1049 года.
- 28 февраля — Аббад II аль-Мутадид — мусульманский правитель Севильи с 1042 года.

## Апрель
- 28 апреля — Магнус II Харальдссон — король Норвегии (1066—1069)

## Сентябрь
- 11 сентября — Элдред — архиепископ Йоркский (1060—1069)

## Октябрь
- 26 октября — Деди III фон Веттин —  маркграф Лужицкой марки (1069), убит.

## Декабрь
- 30 декабря — Готфрид II Бородатый — граф Вердена (1025—1044, 1049—1069), герцог Верхней Лотарингии (1044—1047), герцог Нижней Лотарингии (1065—1069), маркграф Антверпена (1044—1045; как Готфрид III), маркграф Тосканы (1054—1069; как Готфрид I), герцог Сполето (1054—1069)

## Дата неизвестна или требует уточнения
- Гудестеус[англ.] — епископ Ирия Флавии (1067—1069). Убит
- Джованни II (III)[англ.] — герцог Амальфи (1029—1034, 1038—1039, 1052—1069)
- Ингеборга Финнсдоттир — королева Шотландии как супруга Малькольма III.
- Мстислав Изяславич — князь новгородский (1055—1067), князь полоцкий (1069)
- Тилопа — великий индийский тантрик, один из 84 буддийских махасиддх, почитаемый как основоположник линии Кагью тибетского буддизма.